# William Pasfield Oliver
Sir William Pasfield Oliver, britanski general, * 1901, † 1981.